# Zbór Kościoła Zielonoświątkowego w Wałbrzychu
Zbór Kościoła Zielonoświątkowego w Wałbrzychu – zbór Kościoła Zielonoświątkowego w RP znajdujący się w Wałbrzychu przy ulicy Andersa 185 należący do okręgu zachodniego Kościoła.

## Historia
Historię zboru zaczęli tworzyć: Karol Szałomski oraz Karp Korniluk, którzy wraz z żonami wystąpili z Kościoła Chrześcijan Baptystów w Wałbrzychu. Utworzyli grupę modlitewną w celu utworzenia zboru. 19 grudnia 1959 roku wynajęli od Kościoła Ewangelicko-Augsburskiego w Wałbrzychu kaplicę znajdującą się przy ulicy Ruchu Oporu 2. Po wyjeździe Karola Szałomskiego do innego miasta pastorem został Zdzisław Gąsiorowski. 29 września 1968 roku został on ordynowany na prezbitera. Ordynacji dokonali: naczelny prezbiter – Stanisław Krakiewicz oraz prezbiter okręgowy – Aleksander Mańkowski. Z funkcji pastora zrezygnował w 2002 roku. Jego następcą został Roman Bortkiewicz. W 2018 roku zbór przeprowadził się do nowego obiektu przy ulicy Andersa 185 zakupując od miasta budynek po Wałbrzyskim Ośrodku Kultury.